# Spółdzielnia europejska
Spółdzielnia europejska (również SCE, z łac. Societas Cooperativa Europaea) – obok spółki europejskiej i europejskiego zgrupowania interesów gospodarczych jedna z paneuropejskich form korporacyjnych, której głównym celem jest umożliwienie i ułatwienie prowadzenia działalności spółdzielczej w wymiarze transgranicznym. Spółdzielnia jest zrzeszeniem osób fizycznych lub prawnych, do których stosuje się odmienne zasady funkcjonowania niż w stosunku do pozostałych podmiotów gospodarczych. Do zasad wymienionych w rozporządzeniu Rady zalicza się: zasadę demokratycznej struktury i kontroli oraz zasadę podziału zysku netto za rok obrotowy na zasadzie słuszności. Rozumienie wyżej wymienionych zasad obejmuje w szczególności zasadę pierwszeństwa osoby przed kapitałem, co przekłada się na określony sposób przyjmowania, występowania oraz wykluczania członków oraz zasadę „jedna osoba jeden głos”, co oznacza, że prawo głosu jest przypisane do osoby, a nie majątku.

Zasadniczym celem działalności spółdzielni europejskiej jest zaspokajanie potrzeb jej członków lub wspieranie ich działalności gospodarczej lub społecznej, np. przez zawieranie z nimi umów o dostawę towarów lub o świadczenie usług bądź wykonanie pracy w ramach czynności, których dokonuje, względnie których dokonanie zleca się spółdzielni europejskiej. Każdy z członków spółdzielni powinien otrzymywać odpowiadającą jego udziałowi w czynnościach spółdzielni korzyść z działalności SCE. Członkami spółdzielni powinni być równocześnie klienci, pracownicy lub dostawcy SCE albo powinni być oni w jakiś sposób zaangażowani w działania spółdzielni. Wynagrodzenie kapitału winno być ograniczone.
Charakterystyka spółdzielni europejskiej:
- posiada osobowość prawną, którą uzyskuje z chwilą wpisu do rejestru jednego z państw członkowskich lub Państwa Europejskiego Obszaru Gospodarczego (miejsca siedziby) – w Polsce KRS
- może zostać założona przez co najmniej 5 osób fizycznych, zamieszkałych w co najmniej dwóch państwach członkowskich lub łącznie przez co najmniej pięć osób fizycznych i prawnych prawa publicznego lub prywatnego, które podlegają prawu co najmniej dwóch różnych państw członkowskich lub co najmniej 2 osoby prawne prawa publicznego lub prywatnego, które podlegają prawu co najmniej dwóch różnych państw członkowskich
- może zostać utworzona przez połączenie się istniejących spółdzielni lub przekształcenie się jednej spółdzielni, jeżeli co najmniej od dwóch lat posiada ona podmiot zależny lub zakład podlegający prawu innego państwa członkowskiego
- kapitał subskrybowany (kapitał zakładowy) wynosi co najmniej 30 000 EUR (chyba że przepisy prawa przewidują wyższy) i jest podzielony na imienne udziały
- Jeżeli w statucie SCE, podczas jej tworzenia, nie postanowiono inaczej, każdy członek spółdzielni odpowiada tylko do wysokości subskrybowanego przez niego kapitału. Jeżeli członkowie SCE ponoszą ograniczoną odpowiedzialność, firma SCE powinna zawierać dodatkowe oznaczenie „z ograniczoną odpowiedzialnością”[1]
- kwestie takie jak podatki, zasady wolnej konkurencji, własność intelektualna i przepisy o niewypłacalności są regulowane przez prawo państwa członkowskiego, na terenie którego SCE ma siedzibę

Podstawa prawna:
- Rozporządzenie Rady 1435/2003 z 22 lipca w sprawie statutu spółdzielni europejskiej (Dz. Urz. UE L 207 z 18 sierpnia 2003 roku)
- Dyrektywa Rady 2003/72/WE z 22 lipca 2003 roku uzupełniająca statut spółdzielni europejskiej w odniesieniu do uczestnictwa pracowników (Dz. Urz. UE L 201 z 18 sierpnia 2003 roku)
- Ustawa z dnia 22 lipca 2006 o spółdzielni europejskiej (Dz.U. z 2018 r. poz. 2043)